# Zariecznoje (rejon archarinski)
Zariecznoje (ros. Заречное) – wieś (sieło) w azjatyckiej części Rosji, w obwodzie amurskim, w rejonie archarinskim. W 2016 roku liczyła 56 mieszkańców. 